# Езерецко езеро
Езерецкото езеро, или Езерецко блато (по-рано Сатълмъш), е езеро, разположено в Приморска Добруджа, България.
Намира се на 1 километър източно-югоизточно от село Езерец и на 4 километра северно-североизточно от град Шабла.
Езерото има форма на разтегната латинска буква „S“ от северозапад на югоизток, като дължината му е 2,1 km, а максималната му ширина в югоизточната част достига до 0,3 km. Площта му е 0,7 – 0,72 km2, максимална дълбочина 9 m, обем 2,5 млн. m3. Тясна 120-метрова пясъчна ивица го отделя от Черно море.
Югоизточният му край е свързан с Шабленското езеро чрез канал, дълъг около 200 метра. Подхранва се главно от изворни води, поради което водата му е сладководна. При поройни дъждове по Езерецкия дол се влива голямо количество вода и нивото му се покачва.
Водите му се използват за напояване. Важен риболовен обект.